# Gérard Uféras
 (mai 2010).
Si vous disposez d'ouvrages ou d'articles de référence ou si vous connaissez des sites web de qualité traitant du thème abordé ici, merci de compléter l'article en donnant les références utiles à sa vérifiabilité et en les liant à la section « Notes et références ».
Gérard Uféras, né le 3 mai 1954 à Paris, est un photographe français.

## Biographie
À treize ans, Gérard Uféras s'initie à l’art en compagnie de deux amis. Ils font ensemble une visite systématique de tous les musées parisiens. Son père tient un magasin d’électroménager et collectionne les appareils photos que Gérard Uféras utilise dès l’âge de huit ans. La découverte des œuvres d'Henri Cartier-Bresson d'André Kertesz et de Willy Ronis, qui deviendra plus tard son ami, l'amène à concevoir la photographie comme un moyen d’explorer le monde et d'expression artistique.
En 1984, il fait la rencontre de Christian Caujolle et entame une collaboration régulière avec le journal Libération, pour lequel il réalise de nombreux reportages et portraits et qui organise sa première exposition à la librairie La Chambre Claire. Il participe à la création de l'agence VU en 1986 et publie régulièrement dans la presse française et internationale.
Passionné par la musique et le théâtre, lauréat du prix Villa Médicis hors les murs, il entreprend dès 1988 un long périple à travers l'Europe dans les coulisses des théâtres d'Opéra. Commencé à Paris et achevé à Moscou en 2001 celui-ci sera publié dans le livre Un fantôme à l'Opéra aux éditions du Collectionneur. Il rejoint l'agence Rapho en 1993. Suivent alors une série de grands travaux : l'univers de la mode réalisé dans toute l'Europe ainsi qu'à New York (L'Etoffe des rêves), l'île de Thanet dans le sud de l'Angleterre à la demande de la Cross Channel Photographic Mission (The Visit), le Festival de Cannes, le Piccolo Teatro de Giorgio Strehler à Milan … En 2005 il passe une année entière avec le ballet de l'Opéra de Paris (Un pas vers les Etoiles). Il commence en 2008 son projet Paris d’amour portrait de la population de Paris et de sa diversité sur le thème de l'amour et du mariage qui est exposé à l'hôtel de ville de Paris en 2010
Son travail a été plusieurs fois récompensé et fait partie des collections de la Maison européenne de la photographie à Paris, du Fonds national d'art contemporain, de l'Union centrale des arts décoratifs, de la Bibliothèque nationale de France, de la National Gallery de Londres, du Musée de l'Élysée à Lausanne, du Festival de Salzbourg en Autriche, de la collection Henkel en Allemagne, de la Maison de la photographie à Moscou…

## Prix
- 1987 : Prix des directeurs artistiques
- 1990 : Prix Villa Médicis hors les murs
- 1991 : British Petroleum Arts Journalism Award (Londres)
- 1996 : World Press Photo, Arts and Entertainment stories, 2e prix[4]
- 1999 : Grand prix de la Société civile des auteurs multimédia (Scam)
- 2007 : Digigraphie Award

## Expositions personnelles
- 1984 : Galerie Libération/La Chambre Claire, Paris
- 1992 : Glyndebourne, un jardin d'Opéra, galerie Orcofi, Paris
- 1993 : Opera, Musée de l'Élysée, Lausanne
- 1996 : The Visit, Ramsgate
- 1996 : Institut français, Bratislava
- 1997 : Jahrhunderthalle, Francfort
- 1997 : Opera, Carrousel du Louvre
- 1997 : Festival de Salzbourg
- 2000 : Eleganza momenti rubati, galerie Grazia Neri/galerie Battistoni, Milan/Rome
- 2000 : Haute Couture, Harrod's, Londres
- 2000 : Hand Mode, Web bar, Paris
- 2001 : L'Étoffe des rêves, Union centrale des arts décoratifs, Paris
- 2001 : Grand Manège, Festival international de la Mode de Moscou
- 2002 : Bunkamura Gallery, Tokyo
- 2002 : L'Étoffe des rêves, Musée de l'Élysée, Lausanne[5]
- 2004 : Un fantome à l’Opéra, Bibliothèque nationale de France, Bibliothèque musée de l'Opéra, Paris
- 2006 : Un pas vers les étoiles, Palais Garnier, Paris
- 2007 : Il piccolo teatro, Institut Culturel Italien, Paris
- 2007 : In the company of stars, Hermès Gallery, New York, Hermès Gallery, Berlin
- 2007 : Promenades photographiques de Vendôme
- 2007 : Divine Couture, atrium du groupe Le Figaro, Paris
- 2008 : Un pas vers les étoiles, Maison des arts de Créteil
- 2008 : Portraits de vie, Brest 2008, port de Brest
- 2008 : Be sexy, thank you! galerie Jean Patou Paris
- 2009 : États de grâce, Maison Européenne de la Photographie, Paris[6]
- 2010 : Paris d'amour, Hôtel de Ville de Paris[7],[8],[1]

## Expositions collectives
- 1986 : Photographes en quête d'auteurs, Direction du Livre, Paris
- 1988 : Regards sur le Palais Garnier, Mois de la Photo, Paris
- 1988 : Lectures, lectures, BPI/Centre Pompidou, Paris
- 1988 : Voir la Suisse autrement, musée de l'Élysée, Lausanne
- 2007 : Crossing 080 Barcelona Fashion is everywhere, Barcelone
- 2009 : Fame and Fashion, Photographerslimitededitions Gallery, Vienna
- 2009 : Chaque photo a son histoire, Polka Galerie, Paris
- 2010 : Fashion Stills, hôtels Sofitel, New York, Washington, Londres, Bruxelles

## Publications
- Mezcal, Plume, France, 1993[9]
- The Visit, Photoworks, Grande-Bretagne, 1996[10]
- Opera : Photographie Gérard Uféras 1988-1996, Braus, Allemagne, 1997[11]
- Il Piccolo Teatro di Milano : cinquant'anni di cultura e spettacolo, Mondadori, Italie, 1997[12]
- L'Étoffes des rêves, Préface de Christian Lacroix, Éditions du Collectionneur, France, 2001
(en) The fabric of dreams, Stemmle 2002[13]
(es) Gérard Uféras : el tejido de los sueños, T.F. Editores, 2001[14]
- Un fantôme à l'Opéra, Éditions du Collectionneur, France, 2003[15]
- Les coulisses du festival : Cannes, Carlton, texte de Marc Bessou, Éditions Flammarion, France, 2005[16]
- Saint Gobain PAM 150ans, Édition d'entreprise, France 2006
- Un pas vers les étoiles : le Ballet de l'Opéra national de Paris, Texte de Gérard Mannoni. Préface de Brigitte Lefèvre, Arts et Culture aux Éditions Flammarion, France 2006[17]
(en) In the company of stars : the Paris Opera Ballet, Thames & Hudson à Londres, 2007[18]
- États de grâce, Les Éditions du Fantom, France 2009
- Paris d'amour, 252 photos noir et blanc et couleur, avec un DVD du film de Pierre Schumacher, Édition Castor et Pollux, France 2010, dédié à la mémoire de Willy Ronis[1].
- Gérard Uféras, Dior, 30 avenue Montaigne, Terre Bleue, novembre 2012, 300 p. (ISBN 978-2909953168, présentation en ligne)